# Нігорзгва
Нігорзгва (груз. ნიგორზღვა) — село в Грузії.
За даними перепису населення 2014 року в селі проживає 325 осіб.